# Самаритянство
Самаритянство — це авраамістична релігія, тісно пов'язана з юдаїзмом, яка базується на самаритянській Торі і, наскільки відомо, сповідується виключно самаритянами. Їхнє поклоніння зосереджене навколо гори Герізім (поблизу сучасного Наблуса), на відміну від юдаїзму, який вважає своєю священною горою Морія (Єрусалим).
У самаритянстві, як і в юдаїзмі, ймовірно, існували розколи та релігійні суперечки, але про них мало що відомо. Однак сьогодні, через невелику кількість самаритян, що залишилися, існує лише єдина релігійна течія.

## Вірування

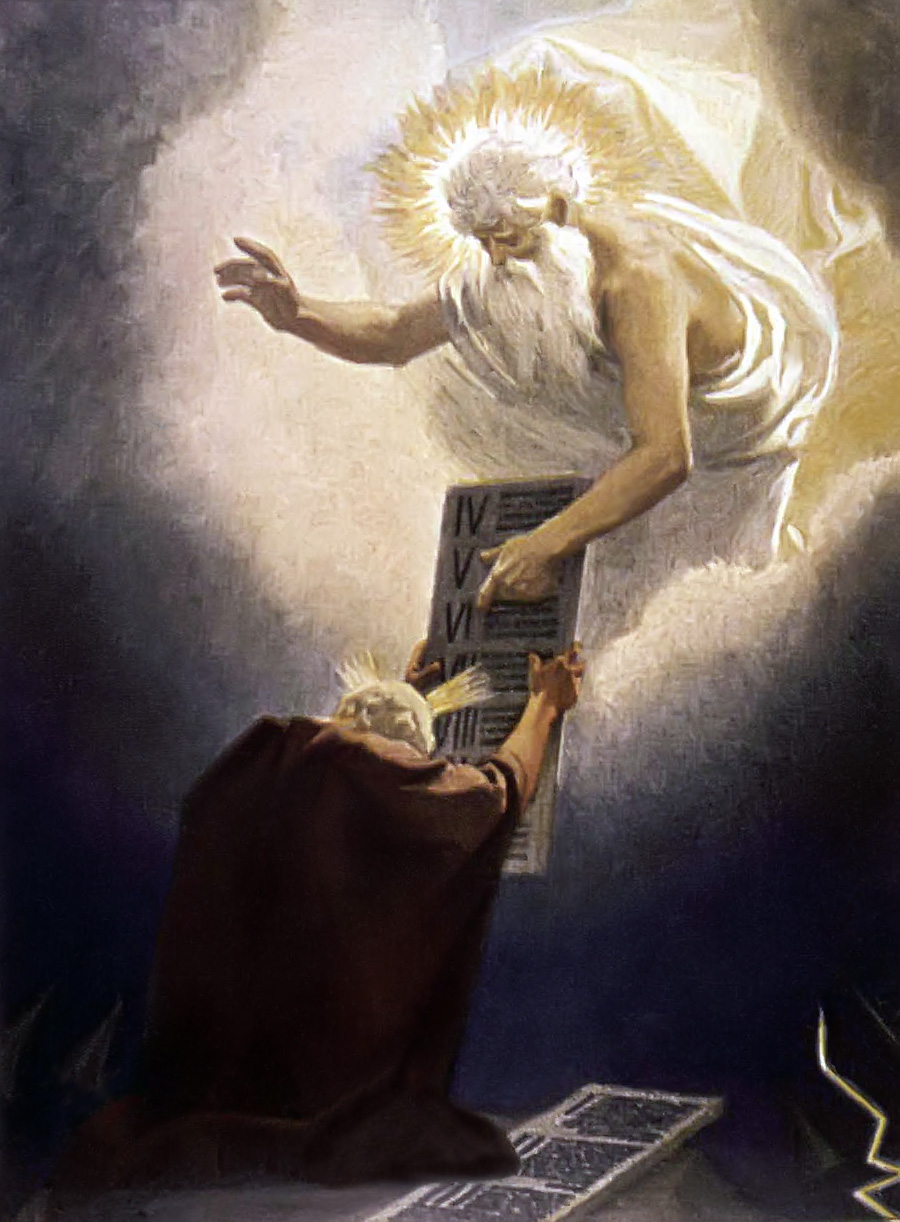
У самарянській вірі Закон був даний Богом Мойсею, який є єдиним пророком.

Їх віровчення базується на таких догматах:
1. Існує лише один істинний Бог (YHWH, Бог Ізраїлю).
2. Закон був даний Богом Мойсею, який є єдиним пророком.
3. Книги Закону Мойсея (П'ятикнижжя) є єдино богонатхненними.
4. Гора Герізім, а не Єрусалим, є єдиним місцем, обраним Богом для встановлення справжньої святині, місця перебування Його святості. (Втор. 11:29 і 27:4)
5. Священники є тлумачами закону й охоронцями традиції.

Вони також приймають віру в:
1. Месія (Тахенота 4).
2. Судний день (Втор. 32:34-35).
3. Рай і пекло.

Згідно з самаритянською есхатологією, історію стосунків Бога з Ізраїлем можна розділити на періоди благодаті. Від створення світу до моменту, коли Бог відокремлюється від Свого народу (Ізраїлю) після повстання Елі, вважається часом божественної прихильності (Рахута). З цього моменту і до сьогодні вважається часом божественної немилості (Фанута), епохою, яка закінчиться з приходом Тахеба в кінці часів. Тахеб відновить божественну прихильність, проживе 110 років і встановить друге царство, яке триватиме певний час.

### Тора і святе місце

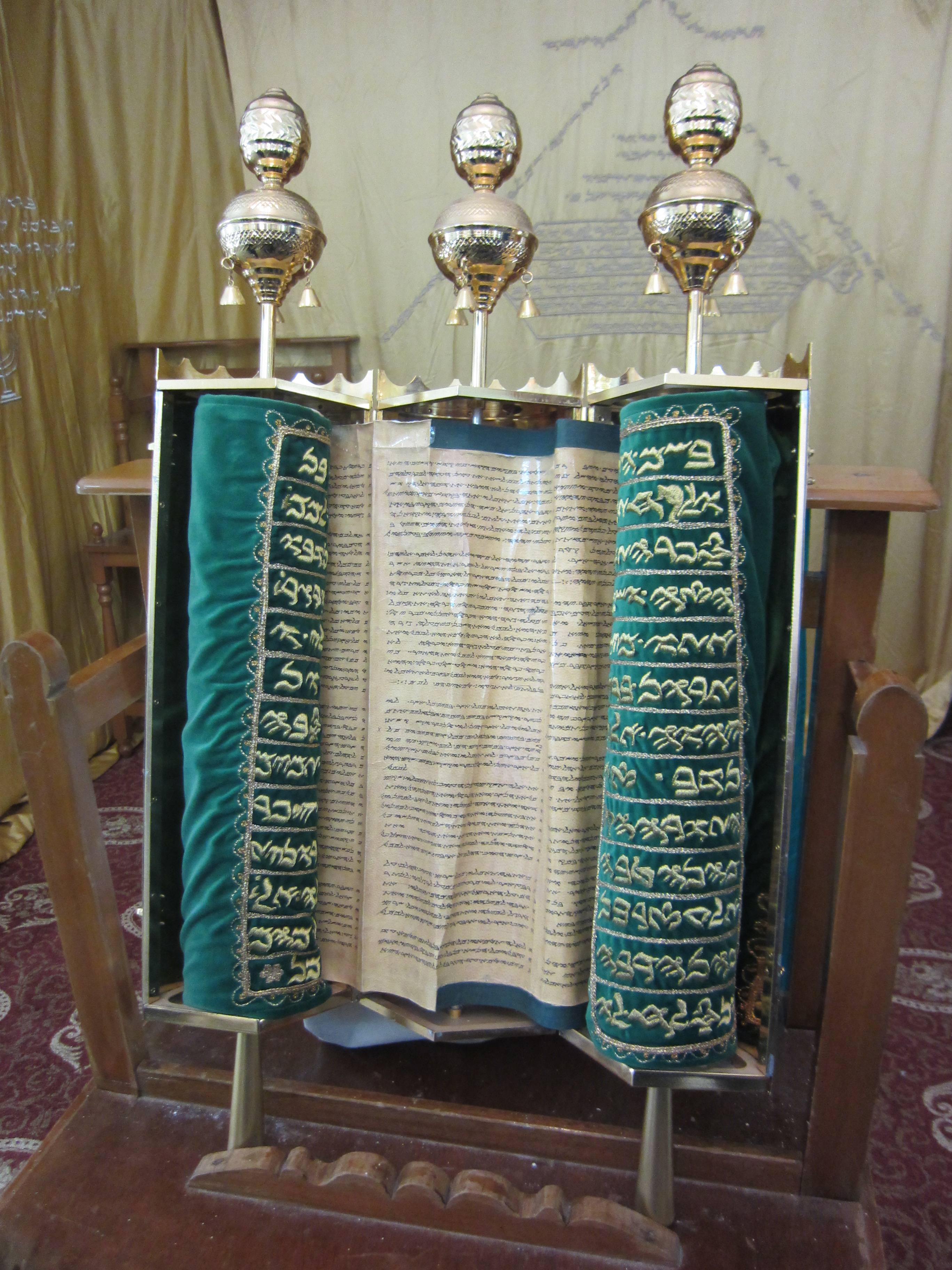
Тора, виставлена в синагозі на горі Герізін.

Як зазначалося вище, найбільше відрізняє самарян від юдеїв те, що вони не визнають святості, яку останні приписують Єрусалимському храму, оскільки для них гора Герізім є істинною священною горою, де перебуває Бог. Вони визнають авторитет лише самаритянської версії П'ятикнижжя, відкидаючи всі інші книги Танаха, які визнають євреї, а також всю подальшу єврейську літературу, таку як класичні рабинські твори Талмуд, Мідраш і Тосефту.
Однак варто враховувати, що хоча самаритянська Тора по суті ідентична єврейській, вона має кілька відмінностей, більшість з яких є незначними. Найбільш суттєві відмінності якраз стосуються статусу гори Герізім як головного місця поклоніння замість Єрусалиму, що пов'язано з їхніми доктринальними переконаннями. У самаритянській версії Десяти Заповідей Бог чітко дає десяту заповідь - побудувати жертовник для поклоніння на горі Герізім, як тільки ізраїльтяни оселяться в Ханаані. Це не порушує узгодження з іншими заповідями в єврейській версії. Для самарян перша юдео-християнська заповідь "Я Господь, Бог твій, що вивів тебе з єгипетського краю, з дому рабства" є лише вступом. Тому друга заповідь: "Нехай не буде в тебе інших богів перед лицем Моїм [...]" вважається першою заповіддю в самаритянській Торі. Це дозволяє включити заповідь, пов'язану з Герізімом, в обидві версії, зберігши однакову кількість заповідей. Насправді з точки зору самаритян, єврейські рабини зробили вступ до заповіді, щоб зберегти назву "Десять заповідей" (згадану у Вих. 34:28), після того, як вони "виправили" свою версію, видаливши десятий з двох уривків Десяти заповідей, знайдених у Танаху (Вих. 20:1-17 і Второзаконня 5:5-21).
Крім того, відповідно до десятої заповіді самаритянської Тори, яка називає Герізім обраним святилищем, інші уривки самаритянського П'ятикнижжя також недвозначно згадують гору Герізім як "місце, яке Бог обрав" для Свого Храму. Це контрастує з єврейською Торою, яка говорить про "місце, яке вибере Бог". (Втор. 12:1-28 та 16:2).

## Духовенство і богослужіння
У самаритян зберігається інститут священства, а найвищу посаду в самаритянстві займає первосвященник, який обирається з-поміж священицької касти громади. Вважається, що вони походять безпосередньо з дому Аарона, брата Мойсея. Їх резиденція знаходиться на горі Герізім, а з 1624 року на цю посаду обирається найстарший член громади.

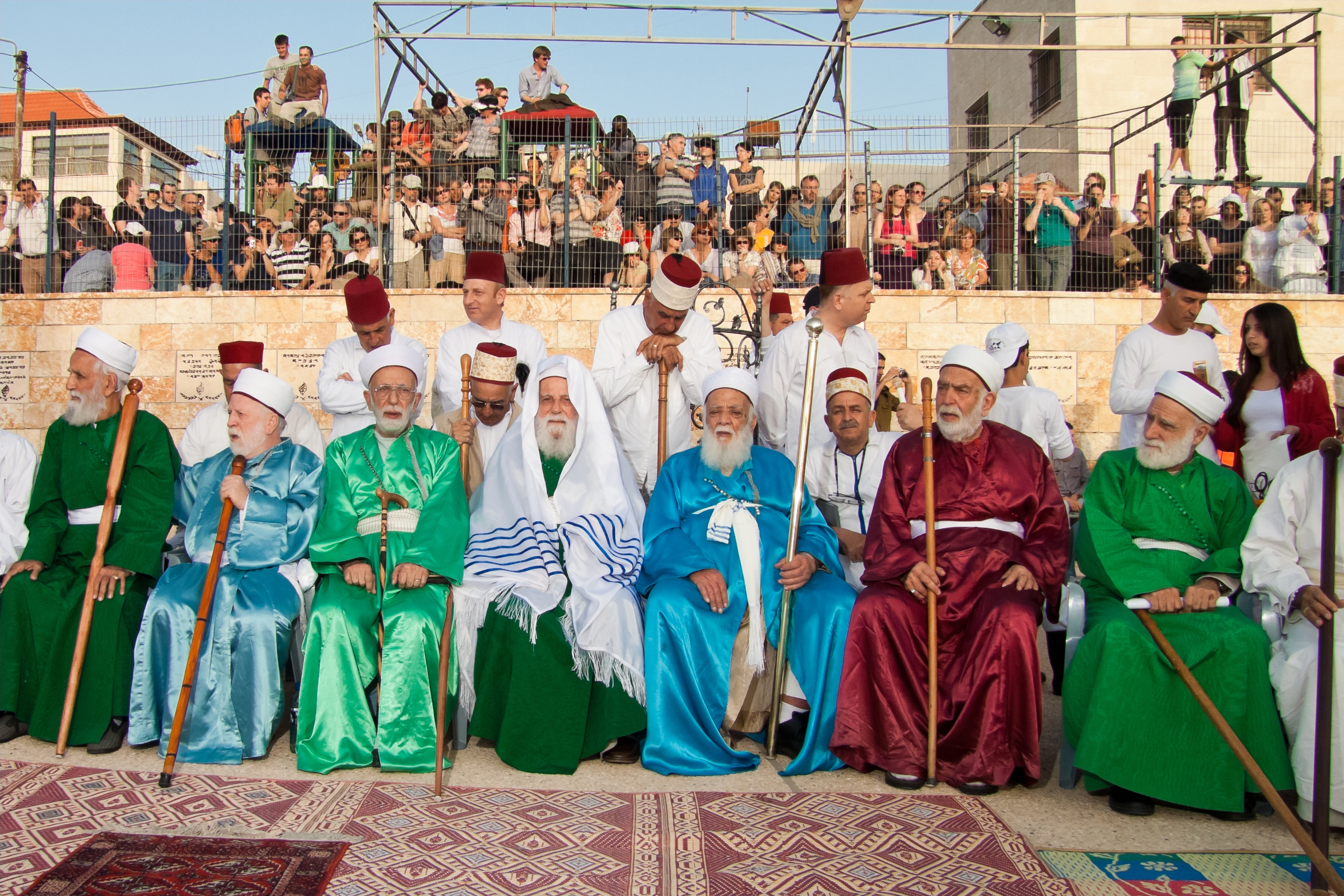
Первосвященник супроводжував інших самарянських священників на святкуванні Пасхи.

Після первосвященника йдуть інші священники. Старші священники зазвичай носять червону чалму і сутану, хоча в суботу та інші священні дні вони змінюють своє вбрання на щось більш барвисте. Самаритянська громада в Холоні, Ізраїль, має свого місцевого священника.
У самаритянській релігії передбачено, що члени сім'ї священника не займаються звичайною роботою, а зосереджуються виключно на релігійних справах (Левит 21:12). Решта громади підтримує їх через десятину і пожертви (Левит 2:1-10, 6:14-18, 27:30-32 і Числа 18:24-28), щоб забезпечити їх засобами до існування. Однак у наш час кількість членів священницької сім'ї значно зросла порівняно з рештою самаритянської громади (28% у 2003 році), що зробило цю традиційну систему непрактичною. Як наслідок, члени сім'ї священника змушені шукати роботу, як і всі інші самаряни.
Однак слід зазначити, що в самаритянському суспільстві не тільки священники, але й молитовні лідери (імами) та рабини, які викладають давню самаритянську мову, походять з роду священників.
Самаритянські синагоги орієнтовані на Герізім і зазвичай розташовані на околицях міст (Вихід 33:7). Прикраси в цих синагогах складаються виключно з мозаїк, що зображують менори, шофари, сурми, голівки голубів, овець і кіз. Нині існує лише дві основні самаритянські синагоги: одна в Кір'ят-Лузі (Герізім) і інша в Холоні, яка не має такого ж рівня важливості, як перша.